# 戈斯多夫
戈斯多夫是奥地利施蒂利亚州拉德克斯堡县的一个市镇。总面积15.64平方公里，总人口1189人，人口密度76.0人/平方公里（2005年）。